# جوزيبي ميرلو
جوزيبي ميرلو (بالإيطالية: Giuseppe Merlo)‏ مواليد 11 أكتوبر 1927 في إيطاليا، هو لاعب كرة مضرب إيطالي سابق بدأ مسيرته كمحترف سنة 1947 وكان يلعب باليد اليمنى، اعتزل اللعب في 1969. وصل إلى نصف النهائي في دورة رولان غاروس الدولية سنة 1955 و1956، كما وصل إلى النهائي في بطولة روما للماسترز سنة 1955.

## روابط خارجية
- جوزيبي ميرلو على موقع رابطة محترفي التنس (الإنجليزية)
- جوزيبي ميرلو على موقع الاتحاد الدولي لكرة المضرب (الإنجليزية)
- جوزيبي ميرلو على موقع كأس ديفيز (الإنجليزية)
- جوزيبي ميرلو على موقع أرشيف التنس.كوم (الإنجليزية)
- جوزيبي ميرلو على موقع خلاصة التنس.كوم (الإنجليزية)